# 川口優美
川口優美（かわぐち ゆみ、1987年1月7日 - ）は、日本のシンガーソングライター、作曲家、作詞家。東京都生まれ。別名 ym, ym the fire。

## 略歴
高校卒業後、単身渡米し、カリフォルニア州ヘイワード市にあるカリフォルニア州立大学（CSU）でマネジメントとマーケティングを専攻し理学士号を取得し卒業。日本語と英語の両方を操るバイリンガルで、TOEIC最高スコアは970点。
高校在学中よりシンガーとして音楽活動を始め、カリフォルニア州サンフランシスコを拠点としたJ-Rockラジオ局CURE RADIOではラジオDJを務める。
2011年の帰国後は数多くのヴィジュアル系アーティストを中心としたバンドの英詞監修やコーラスなどを担う。
2011年
- 映画「怨霊塔」出演[3]
- NIGHTMARE ７枚目のオリジナルアルバム「NIGHTMARE」収録の『Opening SE』にてコーラスデビュー。

2012年
- 1st自主盤ミニアルバム『Unsaid』リリース[4]。

2014年
- ニコニコ生放送公式番組『コンビニごはんできれいになれちゃうかも？！Part.2』出演。結果は２位[5]。ニコニコ超会議にて歌唱。
- BeeTV『崖っぷち歌姫』主演[6]。
- 12月25日、クラウドファンディングにて資金を募り、『謠声/Sing』リリース[7]。

2015年
- ラジオ成田"Artist Residence", "Morning View Narita", "Radio Cafe" MC
- SuG オリジナルアルバム「BLACK」英詞監修。
- 東京モーターショー2015にて屋外展示場MC担当[8]。

2016年
- 5月4日、デジタル配信シングル「反射／手をつなごう」リリース[9]。
- 10月26日、BAROQUEシングル「GIRL」Produced by L'Arc〜en〜Ciel Ken にて英詞監修＆コーラスを担当。

2017年
- 5月23日、デジタル配信シングル「静かな夜明けはため息のように」リリース[10]。

2018年
- Forbes JAPAN "Small Giants Award" 総合司会進行。

2019年
- YouTube Channel "ym in Japan" 開始[11]。
- アイスの実アンバサダー就任[12]。
- BAROQUE Album "PUER ET PUELLA" 英詞監修。
- AKi "SCREAM" 英詞監修。
- AXESSORY "ODD NUMBERS" 英詞監修。

2020年
- 東京美人プロジェクト Specialist就任[13]。